# フラットン・パーク
フラットン・パークは、イングランドのポーツマスに所在するポーツマスFCのホームスタジアム。1898年完成。メインスタンドはアーチボルド・リーチが設計。こけら落としはサウサンプトン戦で、2-0で勝利した。1948年のロンドン五輪ではサッカー1回戦が開催された。
最多入場者数は1949年のFAカップ準々決勝ダービー・カウンティ戦の51385人。